# لیوبومیر لیوبنوف
لیوبومیر لیوبنوف (بلغاری: Любомир Любенов؛ زادهٔ ۲۶ مارس ۱۹۵۷) قایقران کانو اهل بلغارستان بود.